# Ruben Smith
Ruben Smith (født 15. april 1987) er en norsk tidligere ishockeyspiller, der spillede for Stavanger Oilers som målmand indtil 2017. Han kom oprindeligt til klubben fra Rosenborg, før det igen Storhamar Dragons, hans moderklub er  Viking. Han debuterede i elite-ligaen for Storhamar mod  Lillehammer i januar 2006 og har over 100 spil for klubben. Smith har også etableret sig på Norges landshold og betragtes som et af Norges bedste målmandstalter. Han har repræsenteret Norge under OL i Vancouver i 2010 såvel som ishockey-verdensmesterskabet i 2008, 2009 og 2010.